# Micaria
Micaria Westring, 1851 è un genere di ragni appartenente alla famiglia Gnaphosidae.

## Distribuzione
Le 104 specie note di questo genere sono state reperite in America settentrionale, Europa, Asia, Africa e Australia. Le specie dall'areale più vasto sono: M. aenea, M. alpina, M. constricta, M. pulicaria e M. rossica e M. tripunctata, reperite in diverse località della regione olartica.

## Tassonomia
Considerato sinonimo anteriore di Micariolepis Simon, 1879, a seguito di un lavoro di Wunderlich (1980h).
È anche sinonimo anteriore di Epikurtomma Tucker, 1923, a seguito di uno studio di Murphy del 2007. Inoltre è sinonimo anteriore di Castanilla Caporiacco, 1936, trasferito qui dalla famiglia Corinnidae, a seguito di un lavoro di Haddad & Bosmans del 2013.
Infine questo genere venne anche staccato in una ex-famiglia a sé, le Micariidae dagli aracnologi Mikhailov & Fet nel 1986, considerazione però non seguita da altri descrittori.
L'aracnologo Bosmans in un lavoro del 2000 insieme a Blick, ha istituito un nuovo genere Arboricaria che ha come specie tipo la M. cyrnea Brignoli, 1983, e altre 4 specie senza però fornire alcuna motivazione per cui questi taxa costituiscono un genere a sé affine a Micaria. Né che il genere Micaria costituisca un gruppo parafiletico da cui questo sottogruppo automorfico è stato estratto. Perciò di tali modifiche in questa sede non si tiene conto.
Non sono stati esaminati esemplari di questo genere dal 2015.
Attualmente, a ottobre 2015, si compone di 104 specie e 2 sottospecie:
1. Micaria aborigenica Mikhailov, 1988 — Russia
2. Micaria aciculata Simon, 1895 — Russia
3. Micaria aenea Thorell, 1871 — Regione olartica
4. Micaria albofasciata Hu, 2001 — Cina
5. Micaria albovittata (Lucas, 1846) — Regione paleartica
6. Micaria alpina L. Koch, 1872 — Regione olartica
7. Micaria alxa Tang et al., 1997 — Cina
8. Micaria beaufortia (Tucker, 1923) — Sudafrica
9. Micaria belezma Bosmans, 2000 — Algeria
10. Micaria blicki Kovblyuk & Nadolny, 2008 — Ucraina
11. Micaria bonneti Schenkel, 1963 — Cina
12. Micaria bosmansi Kovblyuk & Nadolny, 2008 — Ucraina
13. Micaria braendegaardi Denis, 1958 — Afghanistan
14. Micaria brignolii (Bosmans & Blick, 2000) — Portogallo
15. Micaria browni Barnes, 1953 — USA
16. Micaria camargo Platnick & Shadab, 1988 — Messico
17. Micaria capistrano Platnick & Shadab, 1988 — USA, Messico
18. Micaria charitonovi Mikhailov & Ponomarev, 2008 — Kazakistan
19. Micaria chrysis (Simon, 1910) — Namibia
20. Micaria cimarron Platnick & Shadab, 1988 — USA
21. Micaria coarctata (Lucas, 1846) — dal Mediterraneo all'Asia centrale
22. Micaria coloradensis Banks, 1896 — USA, Canada
23. Micaria connexa O. P.-Cambridge, 1885 — Yarkand (Cina)
24. Micaria constricta Emerton, 1894 — Regione olartica
25. Micaria corvina Simon, 1878 — Algeria, Tunisia, Israele
26. Micaria croesia L. Koch, 1873 — Nuovo Galles del Sud
27. Micaria cyrnea Brignoli, 1983 — Corsica, Italia
28. Micaria delicatula Bryant, 1941 — USA
29. Micaria deserticola Gertsch, 1933 — USA, Messico
30. Micaria dives (Lucas, 1846) — Regione paleartica
  - Micaria dives concolor (Caporiacco, 1935) — Karakorum
31. Micaria donensis Ponomarev & Tsvetkov, 2006 — Russia
32. Micaria elizabethae Gertsch, 1942 — USA, Canada
33. Micaria emertoni Gertsch, 1935 — Nordamerica
34. Micaria faltana Bhattacharya, 1935 — India
35. Micaria formicaria (Sundevall, 1831) — Regione paleartica
36. Micaria foxi Gertsch, 1933 — USA, Canada
37. Micaria fulgens (Walckenaer, 1802)[2] — Regione paleartica
38. Micaria funerea Simon, 1878 — Spagna, Corsica, Russia
39. Micaria galilaea Levy, 2009 — Israele
40. Micaria gertschi Barrows & Ivie, 1942 — USA, Canada
41. Micaria gomerae Strand, 1911 — Isole Canarie
42. Micaria gosiuta Gertsch, 1942 — USA, Messico
43. Micaria gulliae Tuneva & Esyunin, 2003 — Russia
44. Micaria guttigera Simon, 1878 — Portogallo, Spagna, Francia
45. Micaria guttulata (C. L. Koch, 1839) — Regione paleartica
46. Micaria icenoglei Platnick & Shadab, 1988 — USA
47. Micaria idana Platnick & Shadab, 1988 — USA, Canada
48. Micaria ignea (O. P.-Cambridge, 1872) — dalle Isole Canarie all'Asia centrale
49. Micaria imperiosa Gertsch, 1935 — USA, Messico
50. Micaria inornata L. Koch, 1873 — Australia
51. Micaria japonica Hayashi, 1985 — Russia, Corea, Giappone
52. Micaria jeanae Gertsch, 1942 — USA, Messico
53. Micaria jinlin Song, Zhu & Zhang, 2004 — Cina
54. Micaria koeni (Bosmans, 2000) — Grecia, Creta
55. Micaria kopetdaghensis Mikhailov, 1986 — Russia, Asia centrale
56. Micaria langtry Platnick & Shadab, 1988 — USA
57. Micaria lassena Platnick & Shadab, 1988 — USA
58. Micaria laticeps Emerton, 1909 — USA, Canada
59. Micaria lenzi Bösenberg, 1899 — Regione paleartica
60. Micaria lindbergi Roewer, 1962 — Afghanistan
61. Micaria logunovi Zhang, Song & Zhu, 2001 — Cina
62. Micaria longipes Emerton, 1890 — Nordamerica
63. Micaria longispina Emerton, 1911 — USA, Canada
64. Micaria marusiki Zhang, Song & Zhu, 2001 — Cina
65. Micaria medica Platnick & Shadab, 1988 — USA, Canada
66. Micaria mexicana Platnick & Shadab, 1988 — Messico
67. Micaria mongunica Danilov, 1997 — Russia
68. Micaria mormon Gertsch, 1935 — Nordamerica
69. Micaria nanella Gertsch, 1935 — USA, Messico
70. Micaria nivosa L. Koch, 1866 — dall'Europa al Kazakistan
71. Micaria nye Platnick & Shadab, 1988 — USA, Messico
72. Micaria otero Platnick & Shadab, 1988 — USA
73. Micaria pallens Denis, 1958 — Afghanistan
74. Micaria pallida O. P.-Cambridge, 1885 — Tagikistan
75. Micaria palliditarsa Banks, 1896 — USA, Messico
76. Micaria pallipes (Lucas, 1846) — dalle Isole Canarie all'Asia centrale
77. Micaria palma Platnick & Shadab, 1988 — USA
78. Micaria palmgreni Wunderlich, 1979 — Finlandia
79. Micaria paralbofasciata Song, Zhu & Zhang, 2004 — Cina
80. Micaria pasadena Platnick & Shadab, 1988 — USA, Messico
81. Micaria porta Platnick & Shadab, 1988 — USA, Messico
82. Micaria pulcherrima Caporiacco, 1935 — Russia, Cina
  - Micaria pulcherrima flava Caporiacco, 1935 — Karakorum
83. Micaria pulicaria (Sundevall, 1831) — Regione olartica
84. Micaria punctata Banks, 1896 — USA
85. Micaria riggsi Gertsch, 1942 — USA, Canada
86. Micaria rossica Thorell, 1875 — Regione olartica
87. Micaria seminola Gertsch, 1942 — USA
88. Micaria seymuria Tuneva, 2005 — Kazakistan
89. Micaria silesiaca L. Koch, 1875 — Regione paleartica
90. Micaria siniloana Barrion & Litsinger, 1995 — Filippine
91. Micaria sociabilis Kulczyński, 1897 — Europa centrale e meridionale
92. Micaria subopaca Westring, 1861 — Regione paleartica
93. Micaria tarabaevi Mikhailov, 1988 — Kazakistan
94. Micaria tersissima Simon, 1910 — Namibia
95. Micaria triangulosa Gertsch, 1935 — USA
96. Micaria triguttata Simon, 1884 — Spagna, Francia, Algeria
97. Micaria tripunctata Holm, 1978 — Regione olartica
98. Micaria tuvensis Danilov, 1993 — Russia, Kazakistan, Cina
99. Micaria utahna Gertsch, 1933 — USA
100. Micaria vinnula Gertsch & Davis, 1936 — USA
101. Micaria violens Oliger, 1983 — Russia
102. Micaria xiningensis Hu, 2001 — Cina
103. Micaria yeniseica Marusik & Koponen, 2002 — Russia
104. Micaria yushuensis Hu, 2001 — Cina

### Specie trasferite
- Micaria claripes Dönitz & Strand, 1906; trasferita al genere Phrurolithus C.L. Koch, 1839, appartenente alla famiglia Phrurolithidae.[1]
- Micaria rufescens (Simon, 1864); trasferita al genere Phrurolithus C.L. Koch, 1839.
- Micaria saharanpurensis Tikader, 1982; trasferita al genere Prodidomus Hentz, 1847, appartenente alla famiglia Prodidomidae
- Micaria unifascigera Bösenberg & Strand, 1906; trasferita al genere Hitobia Kamura, 1992

### Sinonimi
- Micaria alberta Gertsch, 1942; posta in sinonimia con M. longipes Emerton, 1890 a seguito di un lavoro degli aracnologi Platnick & Shadab del 1988.[1]
- Micaria albimana O. Pickard-Cambridge, 1872; posta in sinonimia con M. coarctata (Lucas, 1846) a seguito di un lavoro degli aracnologi Bosmans & Blick del 2000.
- Micaria albocincta Banks, 1901; posta in sinonimia con M. rossica Thorell, 1875 a seguito di un lavoro degli aracnologi Platnick & Shadab del 1988.
- Micaria altana Gertsch, 1933; posta in sinonimia con M. foxi Gertsch, 1933 a seguito di un lavoro degli aracnologi Platnick & Shadab del 1988.
- Micaria apacheana Gertsch, 1942; posta in sinonimia con M. emertoni Gertsch, 1935 a seguito di un lavoro degli aracnologi Platnick & Shadab del 1988.
- Micaria berlandi Schenkel, 1963; posta in sinonimia con M. rossica Thorell, 1875 a seguito di uno studio dell'aracnologo Danilov (1997a).
- Micaria canestrinii Roewer, 1951; posta in sinonimia con M. sociabilis Kulczynski, 1897 a seguito di un lavoro di Brignoli (1983b).
- Micaria centrocnemis Kulczynski, 1885; posta in sinonimia con M. rossica Thorell, 1875 a seguito di uno studio di Mikhailov del 1988.
- Micaria cherifa Jocqué, 1977; posta in sinonimia con M. albovittata (Lucas, 1846) a seguito di uno studio di Mikhailov (1991b, risalente a quando l'esemplare era denominato M. romana).
- Micaria dahli Bösenberg, 1899; posta in sinonimia con M. lenzi Bösenberg, 1899 a seguito di un lavoro di Wunderlich (1980h).
- Micaria decorata Tullgren, 1942; posta in sinonimia con M. nivosa L. Koch, 1866 a seguito di un lavoro di Wunderlich (1980h).
- Micaria eltoni Jackson, 1922; posta in sinonimia con M. constricta Emerton, 1894 a seguito di un lavoro di Platnick & Shadab (1988).
- Micaria fagei Schenkel, 1963; posta in sinonimia con M. rossica Thorell, 1875 a seguito di un lavoro di Danilov (1997a).
- Micaria fastuosa (Lucas, 1846); denominazione precedentemente occupata e rimossa dalla sinonimia con M. fulgens. Posta in sinonimia con M. ignea (O. Pickard-Cambridge, 1872) a seguito di un lavoro degli aracnologi Bosmans & Blick del 2000, risalente a quando l'esemplare era denominato M. pygmaea.
- Micaria femoralis Denis, 1966; posta in sinonimia con M. pallipes (Lucas, 1846) a seguito di un lavoro degli aracnologi Bosmans & Blick del 2000 e dopo analoghe considerazioni espresse da Mikhailov & Fet nel 1986 e da Wunderlich nel 1987.
- Micaria formicula Roewer, 1951; posta in sinonimia con M. palliditarsa Banks, 1896 a seguito di un lavoro di Platnick & Shadab (1988).
- Micaria gomerae grancanariensis Wunderlich, 1979; posta in sinonimia con M. gomerae Strand, 1911 a seguito di uno studio di Wunderlich (1987a).
- Micaria harmsi Wunderlich, 1979; posta in sinonimia con M. ignea (O. Pickard-Cambridge, 1872) a seguito di uno studio degli aracnologi Mikhailov & Fet del 1986, risalente a quando l'esemplare era denominato M. pygmaea.
- Micaria hierro Schmidt, 1977; posta in sinonimia con M. gomerae Strand, 1911 a seguito di un lavoro di Wunderlich (1987a).
- Micaria hissarica Charitonov, 1951; posta in sinonimia con M. rossica Thorell, 1875 a seguito di uno studio di Mikhailov (1995d).
- Micaria hospes Kulczynski, 1882; posta in sinonimia con M. silesiaca L. Koch, 1875 a seguito di uno studio degli aracnologi Prószynski & Starega del 1971.
- Micaria humilis Kulczynski, 1885; posta in sinonimia con M. subopaca Westring, 1861 a seguito di un lavoro di Wunderlich (1980h).
- Micaria jacksonia Levi & Levi, 1951; posta in sinonimia con M. coloradensis Banks, 1896 a seguito di uno studio degli aracnologi Platnick & Shadab del 1988.
- Micaria judaeorum Strand, 1915; posta in sinonimia con M. ignea (O. Pickard-Cambridge, 1872) a seguito di un lavoro di Wunderlich (1987a, risalente a quando l'esemplare era denominato M. pygmaea).
- Micaria lucasi Thorell, 1871; posta in sinonimia con M. coarctata (Lucas, 1846) a seguito di uno studio degli aracnologi Bosmans & Blick del 2000.
- Micaria marchesii (Caporiacco, 1936); posta in sinonimia con M. pallipes (Lucas, 1846) a seguito di un lavoro di Haddad & Bosmans del 2013.
- Micaria melanopa Gertsch & Davis, 1940; posta in sinonimia con M. deserticola Gertsch, 1933 a seguito di uno studio degli aracnologi Platnick & Shadab del 1988.
- Micaria milleri Wunderlich, 1979; posta in sinonimia con M. pallipes (Lucas, 1846) a seguito di un lavoro degli aracnologi Mikhailov & Fet, 1986, risalente a quando l'esemplare era denominato M. septempunctata.
- Micaria montana Emerton, 1890; posta in sinonimia con M. pulicaria (Sundevall, 1831) a seguito di uno studio di Hackman del 1954.
- Micaria mutilata Caporiacco, 1935; posta in sinonimia con M. lenzi Bösenberg, 1899 a seguito di un lavoro di Danilov (1997a).

### Nomen dubium
- Micaria agilis Banks, 1895c; esemplare femminile rinvenuto negli USA, a seguito di uno studio degli aracnologi Platnick & Shadab del 1988, è da ritenersi nomen dubium[1].
- Micaria arizonica (Gertsch, 1942); esemplare juvenile rinvenuto negli USA e originariamente ascritto al genere Castianeira; a seguito di uno studio di Reiskind del 1969, deve ritenersi nomen dubium.
- Micaria aurata (Hentz, 1847); esemplari femminili e maschili, in origine descritti come appartenenti al genere Herpyllus, trasferiti qui a seguito di un lavoro dell'aracnologa Bryant del 1908, sono da ritenersi nomina dubia a seguito di uno studio di Platnick & Shadab del 1988.
- Micaria bonita Gertsch & Davis, 1940b; esemplare juvenile, reperito in Messico, a seguito di uno studio di Platnick & Shadab del 1988, è da ritenersi nomen dubium.
- Micaria chlorophana (C. L. Koch, in Heer, 1845); esemplare rinvenuto in Svizzera, a seguito di un lavoro di Wunderlich (1980h), è da ritenersi nomen dubium.
- Micaria exilis Canestrini, 1868; esemplare femminile rinvenuto in Italia; a seguito di analisi degli aracnologi Wunderlich (1980h) e Brignoli (1983b), è da ritenersi nomen dubium.
- Micaria fausta Karsch, 1881a; mesemplare juvenile rinvenuto in Libia, a seguito di uno studio di Bosmans & Blick del 2000, è da ritenersi nomen dubium.
- Micaria limnicunae McCook, 1884; esemplare femminile reperito negli USA, a seguito di un lavoro di Platnick & Shadab (1988), è da ritenersi nomen dubium.
- Micaria modesta Kroneberg, 1875; esemplare femminile reperito in Turkmenistan, a seguito di un lavoro di Wunderlich (1980h), è da ritenersi nomen dubium.
- Micaria quinquemaculata (Caporiacco, 1936b); esemplare juvenile rinvenuto in Libia e originariamente ascritto all'ex-genere Castanilla, a seguito di uno studio di Haddad & Bosmans del 2013, è da ritenersi nomen dubium.
- Micaria quinquenotata Simon, 1895c; esemplari maschili e femminili reperiti in Mongolia, a seguito di un lavoro di Wunderlich, (1980h) sono da ritenersi nomina dubia.
- Micaria rossii Strand, 1909e; esemplare femminile rinvenuto in Italia, a seguito di uno studio di Wunderlich (1980h) è da ritenersi nomen dubium.
- Micaria similis strandi Kolosváry, 1936a; esemplare femminile, rinvenuto nei Balcani, a seguito di uno studio di Wunderlich (1980h) è da ritenersi nomen dubium.

### Omonimia
- Micaria similis (Tyschchenko, 1965); in origine questo esemplare era stato denominato Micariolepis similis Tyschchenko, 1965. Poiché tale denominazione era già stata utilizzata, venne considerata omonima di M. dives[1].